# Teories de la conspiració dels aterratges lunars del Programa Apollo

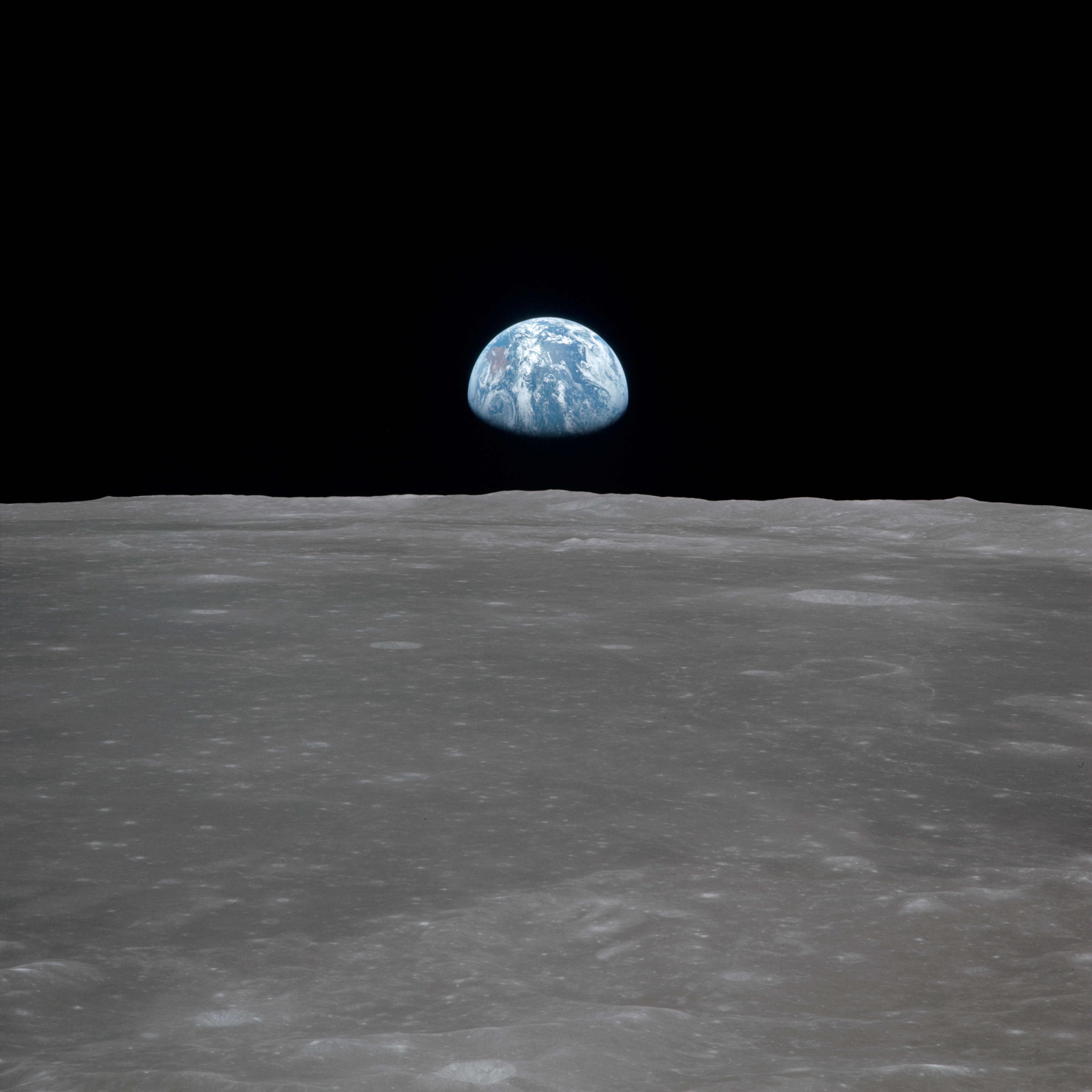
Vista de la Terra elevant-se des de l'horitzó de la Lluna. Alguns denunciants sobre el frau de la NASA sostenen que aquest tipus d'imatges són falses, perquè no hi apareixen estrelles.

Les acusacions de conspiració en els aterratges lunars del Programa Apollo constitueixen una teoria de la conspiració que afirma que els aterratges lunars del programa Apollo mai tingueren lloc, sinó que foren falsificats per la NASA.
Els proponents tenen com a principals justificacions les controvèrsies sorgides per algunes fotografies i el context de la Guerra Freda en el que es produïren els aterratges lunars. No obstant, científics, tècnics i interessats en la història de l'exploració espacial han donat explicacions racionals a les controvèrsies, de manera que rebutgen aquestes afirmacions classificant-les d'infundades i de no posseir cap rigor científic.

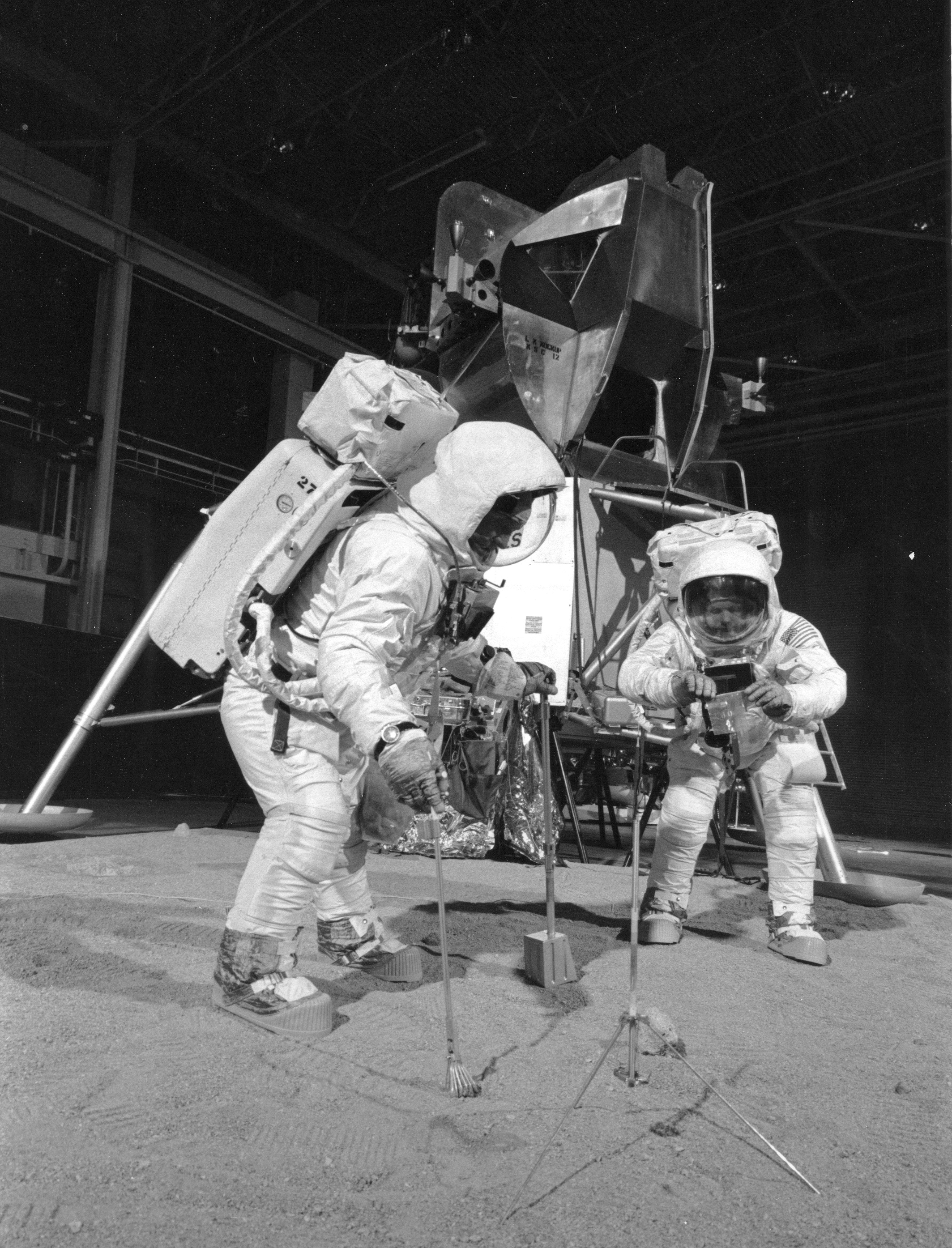
Buzz Aldrin i Neil Armstrong en un entrenament de la NASA. Els denunciants de la conspiració argumenten que les gravacions reals també tingueren lloc en un escenari com aquest.

Aquesta creença afirma que els aterratges lunars de l'Apollo 11 del 21 de juliol de 1969 i les següents missions Apollo mai van tenir lloc, sinó que foren filmades a la Terra. La idea adquirí bastant popularitat després d'estrenar-se la pel·lícula de ciència-ficció Capricorn One,
que mostra a la NASA intentant falsificar un aterratge al planeta Mart.
També és possible que una curta seqüència de la pel·lícula de James Bond, Diamonds Are Forever (Diamants per a l'eternitat, 1971) que mostra a Sean Connery caminant a través d'un estudi on es simulen els aterratges lunars coincideixi amb les primeres insinuacions que els aterratges lunars foren falsificats. L'any 1967, el dramaturg britànic Desmond Lowden va escriure un guió titulat The News-Benders en el qual tots els avanços tecnològics de 1945 eren simulats. El guió fou presentat el gener de 1968 i mostrava la falsificació d'un aterratge lunar amb maquetes.
En el seu llibre Un home sobre la Lluna, Andrew Chaikin menciona que en el moment de la missió de l'Apollo 8 en l'òrbita lunar en desembre de 1968, aquestes històries de conspiració circulen com rumors de fets veritables. La Societat de la Terra Plana llançà una de les primeres queixes sobre la veracitat de les missions Apollo. Afirmaven que diverses de les fotografies de l'Apollo 8 amb la Lluna en primer pla i la Terra com a fons eren falses. La primera raó de la seva declaració era que no s'ajustava en la seva creença que la Terra era plana. El primer intent d'establir-se aquestes denúncies com fets concrets fou la publicació de Bill Kaysing del llibre Mai vam anar a la Lluna (1974). També és notable la publicació de NASA Mooned America, escrit per Ralph Rene.
D'acord amb l'enquesta Gallup de 1999, prop del 6% de la població dels Estats Units tenen certs dubtes sobre la veracitat de l'arribada a la Lluna.
«Tot i que un 6% es tradueix literalment en milions de perones […] no és inusual trobar que en una enquesta típica moltes persones estan d'acord amb qualsevol pregunta que se'ls hi faci. De manera que la millor interpretació és que aquesta teoria en particular no està àmpliament estesa».

## Reacció de la NASA
La reacció inicial de la NASA davant les acusacions fou d'indiferència general. Finalment, va encarregar el 2002 a l'enginyer espacial i escriptor James Oberg la publicació d'un llibre en què es refutaven les afirmacions de conspiració. No obstant, pocs dies després la NASA es va retractar, per por a la mala publicitat, i Oberg anuncià que continuaria amb el llibre de manera independent, analitzant també en ell els orígens socioculturals de les teories sobre conspiracions.
Philip Plait, un dels més entusiastes refutadors de les creences sobre conspiracions sobre el viatge a la Lluna, diu que seria apropiat que la NASA donés resposta a les preguntes fetes, i segons ell la NASA es nega a respondre a les preguntes dels acusadors perquè considera d'« escassa dignitat» el veure's obligada a fer-ho. D'altra banda, James Oberg afirma que la reacció oficial de la NASA a la televisió ha estat bastant maldestra i contraproduent quan Brian Welch, un alt funcionari del departament de relacions públiques de la NASA, afirmà que totes les acusacions eren falses però no proporcionà massa evidència.

## Hipòtesis de conspiració
Les acusacions sobre la falsificació dels aterratges lunars són teories sobre conspiracions o afirmacions que conspiradors en possessió de coneixement secret van enganyar al públic amb objectius ocults. En el cas dels aterratges lunars, el motiu seria l'afany dels EUA de trepitjar la Lluna abans que el seu rival en la carrera espacial, la llavors URSS.

### Falsabilitat
Els crítics amb la creença en la falsificació dels aterratges lunars de l'Apollo diuen que no és falsable i, per tant, no és una teoria sinó més aviat una creença sobre una complexa conspiració social.
Un exemple de les dificultats per proporcionar evidència científica de l'aterratge lunar humà és el fet que les missions Apollo 11, 14 i 15 van deixar retrorreflectors sobre la superfície lunar, que formaven part de l'equip d'experiments (ALSEP), on els científics poden reflectir raigs làser per mesurar la distància de la Terra a la Lluna. Aquestes reflectors generalment s'ofereixen com a prova dels aterratges lunars, però els denunciants de la conspiració afirmen que els reflectors pogueren ser deixats allí per missions no tripulades. La missió russa Lunokhod, per exemple, deixà un mirall francès sobre la superfície de la Lluna. El punt principal és que les restes mecàniques no es poden usar, estrictament, com a evidència dels aterratges lunars.
No obstant això, no s'ha proporcionat cap prova sobre que aquestes missions no tripulades tingueren lloc, tot i que països com la Unió Soviètica i altres, haurien tingut motius per denunciar-lo si s'hagués donat el cas, i que els llançaments espacial estan controlats per astrònoms aficionats i pels observadors dels satèl·lits.
Una altra possibilitat seria l'ús de telescopis poderosos per veure els llocs d'aterratge de l'Apollo. Es podria veure així la suposada evidència deixada pels astronautes sobre la superfície de la Lluna. Desafortunadament, els telescopis no són tan poderosos com per detallar el mòdul lunar i, encara menys, les petjades deixades pels astronautes.
Els astronautes de les missions Apollo van portar uns 382 kg de roques lunars, que han estat utilitzades per geòlegs de desenes d'institucions científiques per fer avenços en el coneixement de la geologia de la Lluna. Algunes de les característiques d'aquestes roques no poden ser reproduïdes a partir de roques terrestres, com afirmen els denunciants de la conspiració. Les roques lunars són mancades d'aigua (al contrari que les terrestres), la seva superfície està literalment bombardejada per l'acció de petits micrometeorits al llarg de milions d'anys, i contenen isòtops d'alguns elements en proporcions diferents a les de la Terra. Així mateix, les roques lunars que portaren les missions Apollo tenen les mateixes característiques que les mostres recollides per les sondes lunars automàtiques de l'URSS.
Addicionalment, desenes d'astrònoms, professionals i aficionats, fotografiaren les naus Apollo en els seus viatges a la Lluna i els radioaficionats pogueren seguir les converses dels astronautes a través de modests radiotelescopis, apuntant-los a la regió exacta del cel on es trobava la nau.

### Principals proponents
- Bill Kaysing: antic empleat del Departament de Publicacions de Rocketdyne[16] (empresa contractista de la NASA). Tot i que tenia formació tècnica, publicà el 1974 el llibre Mai vam anar a la Lluna, que el convertí en el pare de la hipòtesi del frau lunar.
- David Percy: expert en fotografia i audiovisuals. Autor del documental Què va passar a la Lluna?, sosté que els errors en les fotografies lunars són tan òbvies que ell creu que foren fets expressament per personal intern de la NASA per avisar el públic sobre el muntatge.
- Ralph Rene: inventor autodidacta i editor. Autor del llibre NASA Mooned America (1992).
- Bart Sibrel: periodista i director de cinematografia. Autor del documental Quelcom estrany va passar en el viatge a la Lluna. Afirma que cap dels viatges tripulats va tenir lloc.
- Richard Hoagland: ufòleg i denunciant de la conspiració. Sosté que els astronautes trobaren extraterrestres a la Lluna i la NASA va decidir ocultar-ho trucant les fotografies.
- Jack White: fotògraf professional. Denunciant d'aparents irregularitats en les fotografies preses en el satèl·lit. Analitza detalladament en la seva publicació[17] les moltes fotografies dels vols Apollo comparant-les entre elles i mostrant coincidències que segons ell demostren que, encara que els aterratges lunars fossin certs, les imatges mostrades no procedeixen de la Lluna.

### Defensors dels aterratges lunars
- Tots els astronautes de les missions Apollo (que aterraren) han corroborat que estigueren en la superfície amb els seus testimonis, en múltiples entrevistes i conferències, essent el més actiu Edwin Aldrin.
- La comunitat científica internacional en general recolza la veracitat dels aterratges lunars, i en concret diversos científics han respost amb major detall les acusacions de frau:
  - Phil Plait: astrofísic i divulgador científic. Manté la pàgina web Bad Astronomy que rebat creences i teories pseudocientífiques, dedicada a rebatre creences pseudocientífiques sobre astronomia i ciència en general.
  - James Oberg: enginyer, escriptor i expert en història espacial (sobretot en el programa espacial de l'URSS).
  - Harald Lesch: físic, professor de la Universitat Sternwarte de Múnic i presentador del programa de divulgació científica Alfa Centauro, on ha realitzat explicacions físiques al respecte.[18]
  - James V. Scotti: astrònom estatunidenc.
  - Jay Windley: enginyer aeroespacial, que ha participat en documentals com The Truth Behind the Moon Landings ('la veritat darrere els aterratges lunars', en anglès), a més de disposar una pàgina web, Clavius Moon Base,[19] on es rebaten els arguments conspiradors.[20]
- Membres d'agències espacials i organitzacions científiques alienes a la NASA, com Prakash Chauhan, de l'Organització d'Investigació Espacial India (ISRO), qui ha afirmat comprovar per mitjà d'observacions independents (de la sonda Chandrayaan 1) les restes dels aterratges lunars.[21][22]